# Гімн Фіджі
Meda Dau Doka або God Bless Fiji (укр. Боже, Благослови Фіджі) є національним гімном Фіджі. Слова і музика були написані Майклом Френсісом Олександром Прескоттом (Michael Francis Alexander Prescott) і затверджені як офіційний гімн після отримання незалежності в 1970 році. Слова гімну англійською та на фіджійською мовами не мають нічого спільного.

## Фіджійський текст
Meda dau doka ka vinakata na vanua
E ra sa dau tiko kina na savasava
Rawa tu na gauna ni sautu na veilomani
Biu na i tovo tawa savasava
ХОР
Me bula ga ko Viti
Ka me toro ga ki liu
Me ra turaga vinaka ko ira na i liuliu
Me ra liutaki na tamata
E na veika vinaka
Me oti kina na i tovo ca
Me da dau doka ka vinakata na vanua
E ra sa dau tiko kina na savasava
Rawa tu na gauna ni sautu na veilomani
Me sa biu na i tovo tawa yaga
Bale ga vei kemuni na cauravou e Viti
Ni yavala me savasava na vanua
Ni kakua ni vosota na dukadukali
Ka me da sa qai biuta vakadua

## Переклад українською
О Боже націй, даруй благословення островам Фіджі,
Коли ми стоїмо в єдності під величавим блакитним прапором.
І ми завжди будемо вшановувати і захищати справу свободи,
Рухайтеся вперед разом,
Господи, благослови Фіджі!
Для Фіджі, вічного Фіджі, давайте кричати з гордістю,
Для Фіджі, вічного Фіджі, його ім'я вітати повсюдно,
Земля свободи, надії і слави, яка переживе все, що б не трапилося.
Нехай Господь благословить Фіджі назавжди!
О Боже націй, даруй благословення островам Фіджі,
Берегах золотистого піску і сонячних променів, щастя і пісень.
Єдині, ми люди Фіджі, відомість і слава назавжди
Рухайтеся вперед разом, Боже, благослови Фіджі.

## Переклад англійською
Blessing grant, oh God of nations, on the isles of Fiji,
As we stand united under noble banner blue.
And we honour and defend the cause of freedom ever,
Onward march together,
God bless Fiji!
For Fiji, ever Fiji, let our voices ring with pride,
For Fiji, ever Fiji, her name hail far and wide,
A land of freedom, hope and glory to endure what ever befall.
May God bless Fiji, forevermore!
Blessing grant, oh God of nations, on the isles of Fiji,
Shores of golden sand and sunshine, happiness and song.
Stand united, we of Fiji, fame and glory ever
Onward march together, God bless Fiji.